# Phyllanthus avanguiensis
Phyllanthus avanguiensis är en emblikaväxtart som beskrevs av Maurice Schmid. Phyllanthus avanguiensis ingår i släktet Phyllanthus och familjen emblikaväxter. Inga underarter finns listade i Catalogue of Life.